# Phoenix Bridge Company
Die Phoenix Bridge Company in Philadelphia (Produktionsstätten in Phoenixville (Pennsylvania)) wurde 1864 als Tochter der Phoenix Iron Company gegründet. Chef der Firma war David Reeves, leitender Ingenieur Adolphus Bonzano, und in den Anfangsjahren hieß sie auch Kellogg, Clarke and Company (1868 bis 1870) und Clarke, Reeves and Company (1871 bis 1884). Sie war in der Zeit nach dem Bürgerkrieg eines der bedeutendsten Brückenbauunternehmen der USA und errichtete allein 1869 bis 1884 mehr als 800 Brücken. Die meisten beruhten auf ihrer Erfindung der Phoenix column (1862), einer Steckverbindung für Eisenstreben. Insgesamt wurden rund 1400 Brücken mit diesem Konstruktionsdetail errichtet. Die größten Brückenkunden waren Eisenbahngesellschaften, sie baute aber auch viele Straßenbrücken. Die für die peruanische Südbahn gebaute Puente de Fierro dürfte die älteste noch existierende Brücke mit Phoenix columns sein. Um 1900 änderte sich der Entwurf von Stahlbrücken (genietete Brücken konnten stärkere Lasten tragen und verschlissen nicht so schnell wie solche mit Phoenix-Verbindung). 

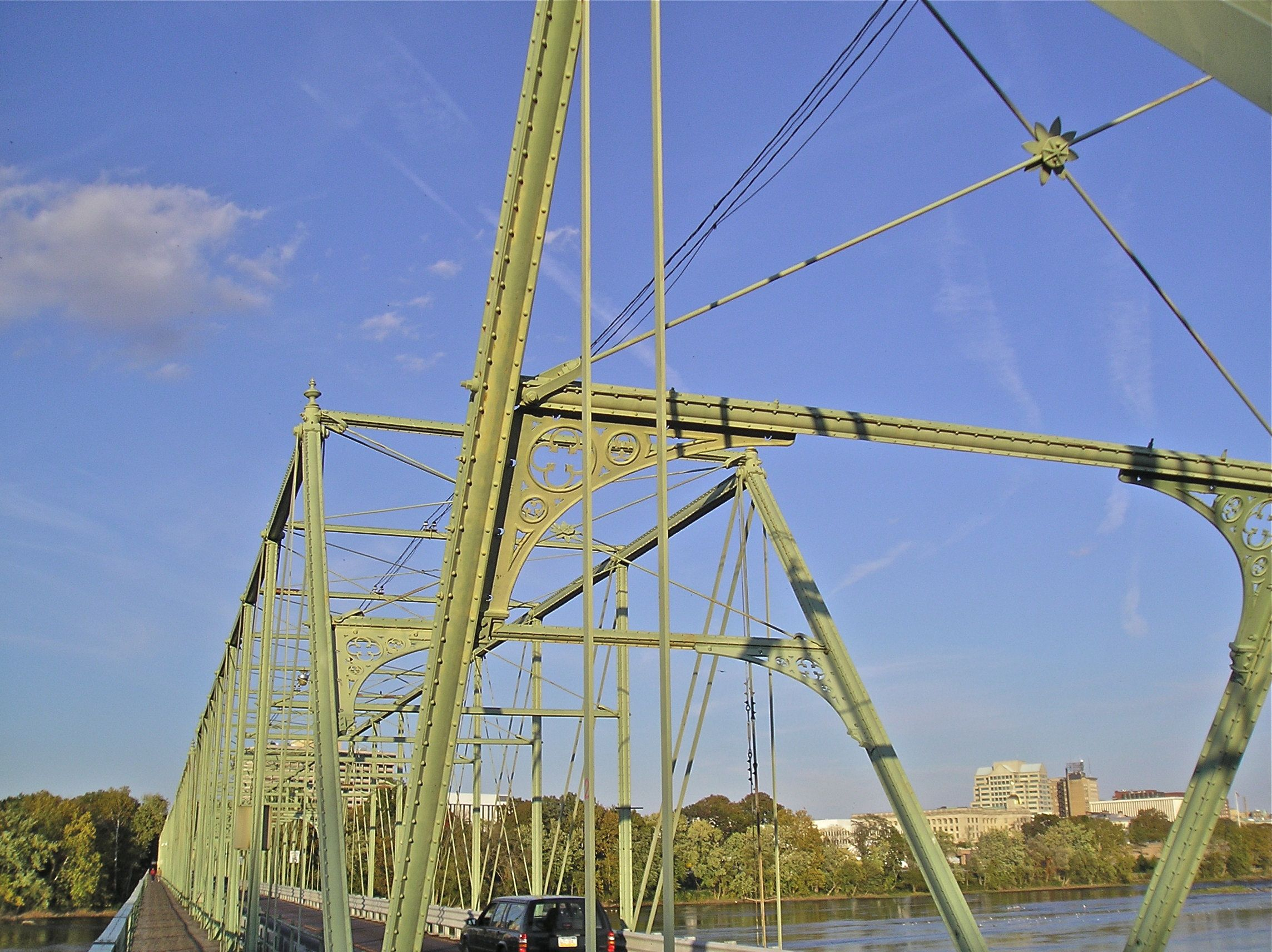
Die Calhoun Street Bridge über den Delaware River, 1884 von der Phoenix Bridge Company errichtete Fachwerkbrücke mit Phoenix columns aus Schmiedeeisen

Neben Brücken wie solchen, die den Ohio und den Schuykill River in Philadelphia (Girard Avenue Bridge von der Weltausstellung zum Zoo, 1874) überquerten, die Kinzua Bridge (zeitweise höchste Eisenbahnbrücke der Welt), die Hudson River Bridge in Albany, die Brücken der Intercolonial Railway und der North Shore Railway in Kanada, die Brücke über den Susquehanna in Havre de Grace in Maryland, fertigte sie auch andere Stahlbauten wie Dächer und die Hochbahnen in New York City und in Brooklyn. Ab 1889 produzierte der Mutterkonzern auch Stahl. Die standardisierten Brückenteile konnte aus einem Katalog zusammengestellt werden. Ihr Ruf litt durch eine Reihe von Schadensfällen und Einstürzen. 1900 bekam sie starke Konkurrenz der American Bridge Company der United States Steel Corporation, die später 90 Prozent des US-Marktes für Brücken hielten. Der bekannteste Schadensfall war 1907 der Einsturz der Québec-Brücke, aber es gab auch schon 1893 einen Einsturz mit Toten in Louisville (Kentucky) und 1898 in Rockbridge County. 1909 baute sie die Manhattan Bridge in New York. Ihre besten Zeiten waren aber nach dem Ersten Weltkrieg vorbei. In den 1940er Jahren versuchte die Mutterfirma erfolglos, die Firma zu verkaufen, und 1962 wurde sie aufgelöst. Phoenix Steel bestand bis 1976.